# Latinska Amerika
Latinska Amerika (pridjev: latinskoamerički) je skupni naziv za sva ona područja u Americi koja su nakon velikih otkrića, od kraja XV st. dalje kolonizirali Španjolci i Portugalci (Južna i Srednja Amerika, uključivši čitav Meksiko). Stanovništvo tih područja služi se španjolskim jezikom, izuzev Brazila, gdje se govori portugalski.
Nasuprot Latinske Amerike (vidi također Iberoamerika i Uporaba riječi američki) u kojoj su najzastupljeniji romanski jezici koji su proizašli iz latinskoga, nalazi se Angloamerika kojom dominira engleski jezik iz germanske skupine jezika.
Definicije prostora koji obuhvaća Latinska Amerika se razlikuju. Sa sociopolitičke perspektive, uključujući samo nezavisne države, Latinska Amerika grubo odgovara svim državama koje se nalaze južno od Sjedinjenih Država, uključujući Meksiko, većinu Srednje i Južne Amerike, te Karibe gdje se govori španjolski, portugalski, francuski ili srodni kreolski jezici. Ostali teritoriji gdje se govori jezicima proizašlima iz latinskoga - poput prevladavajućeg francuskog, papiamenta ili kreyola (npr. Quebec u Kanadi) - često se ne ubrajaju u dijelove Latinske Amerike. Neki ljudi, posebice u SAD-u, primjenjuju termin Latinska Amerika na čitavu regiju južno od Sjedinjenih Država – uključujući nelatinske zemlje poput Surinama, Jamajke, Gvajane, Belizea, itd.
Geopolitički je Latinska Amerika podijeljena na 20 nezavisnih država i nekoliko zavisnih teritorija. Brazil je daleko najveća zemlja u Latinskoj Americi i po površini i po stanovništvu. Obuhvaća više od 40 posto ukupne kopnene površine i oko trećinu stanovništva Latinske Amerike. Službeni jezik u Brazilu je, za razliku od ostalih latinskoameričkih zemalja, portugalski.

## Etimologija
Napoleon III. uveo je termin Latinska Amerika kojim je označio dijelove Amerike gdje se govori španjolski, francuski i portugalski, učinivši izraz istovrijednim Latinskoj Europi.
Iako nekoliko naroda Latinske Amerike nije izravno povezano s talijanskom regijom Lacij ili Rimskim Carstvom, većina stanovništva govori jezikom koji su potekli iz latinskoga, poput portugalskog ili španjolskog. Važni dijelovi latinskoameričkog društva vuku podrijetlo iz ta dva naroda.
Mnogi ljudi u Latinskoj Americi ipak ne govore službenim jezicima koji su potekli iz latinskoga, nego jezicima autohtonima za regiju ili jezicima donesenima imigracijom. Postoji također mješavina latinskih sa starosjedilačkim i afričkim kulturama, rezultirajući u diferencijaciji u odnosu na latinske kulture u Europi.
Québec, Acadia i ostala frankofona područja u Kanadi, Louisiani, Svetom Petru i Mikelonu, te ostalim mjestima koji se nalaze sjeverno od Meksika, tradicionalno se isključuju iz sociopolitičke definicije Latinske Amerike unatoč značajnim populacijama koje govore romanskim jezicima. Uzrok tome je što navedene regije ne postoje kao nezavisne države, te su geografski izolirane od ostatka Latinske Amerike. Francuska Gvajana se ipak uključuje u Latinsku Ameriku usprkos tome što je zavisna od Francuske, pa stoga nije nezavisna zemlja.
Srodni termin Iberoamerika ponekad se koristi za označavanje država koje su nekada bile španjolske i portugalske kolonije, pošto su te dvije zemlje smještene na Iberskom poluotoku. Organizacija iberoameričkih država (OEI) uzima tu definiciju korak dalje, uključujući Španjolsku i Portugal (često nazvane Matične zemlje Latinske Amerike) među svoje države članice zajedno s bivšim kolonijama u Americi gdje se govori španjolski i portugalski.

## Politička podjela
Latinska Amerika, prema najčešćoj definiciji, obuhvaća sljedeće zemlje:
| - Argentina - Bolivija - Brazil - Čile - Dominikanska Republika - Ekvador - Salvador | - Gvatemala - Haiti - Honduras - Kolumbija - Kostarika - Kuba - Meksiko | - Nikaragva - Panama - Paragvaj - Peru - Urugvaj - Venezuela |

I sljedeće zavisnosti:
| Od Francuske - Francuska Gvajana - Gvadalupa - Martinik | Od Sjedinjenih Država - Portoriko |

Štoviše, neki bi ovom popisu dodali Belize, Falklandske otoke, Gvajanu i Surinam, iako oni kulturno ili lingvistički ne pripadaju latinskoameričkim zemljama. One održavaju ekonomske veze s obližnjim zemljama, a Ujedinjeni narodi ih grupiraju u pretežito latinskoameričke regije (Južna i Srednja Amerika). Sve zemlje osim Surinama predstavljaju objekte dugotrajnih teritorijalnih polaganja prava od njihovih latinskoameričkih susjeda.

## Povijest
Latinska Amerika bila je dom mnogim starosjedilačkim narodima i naprednim civilizacijama prije dolaska Europljana u kasnom 15. stoljeću, a najpoznatiji od njih su bili Azteci, Inke i Maye. Nakon dolaska Europljana većinu Latinske Amerike prvenstveno su kolonizirali Španjolska, Portugal i Nizozemska, a u manjem dijelu i Francuska. U ranom 19. stoljeću većina je zemalja u regiji ostvarila nezavisnost, dok je ostao mali broj kolonija.

## Demografija
Većina ljudi Latinske Amerike je europskog podrijetla. Oni su većinom smješteni u južnom konusu, najnapučenijoj regiji Latinske Amerike. Osim njih ondje žive brojni mestici i mulati. 
Ova mješavina pozadina (španjolski "Mestizaje") duboko je utjecala na religiju, glazbu i politiku, te dala uspon nejasnim identitetima onih koji pripadaju tim miješanim kulturama. Ta se neprecizna kulturna baština (vjerojatno nepravilno) naziva latinos na američkom engleskom. Izvan SAD-a i u mnogim jezicima (posebno u romanskim) "latino" samo označava "latinski" (što se odnosi na kulture i narode koji mogu pratiti svoje naslijeđe unatrag do vremena antičkog Rimskog Carstva.)

## Ekonomija
Niže navedena tablica pokazuje bruto domaći proizvod (BDP) per capita uz paritet kupovne moći (PPP) cijena, te BDP (PPP) svake latinskoameričke zemlje. To se može koristiti kao grubi pokazatelj relativnog životnog standarda u regiji. Podatci se odnose na 2005. godinu. Latinskoamerički G7 čine: Argentina, Brazil, Čile, Kolumbija, Meksiko, Peru i Venezuela.
Izvori: Podatci iz tablice se odnose na izvješće MMF-a iz travnja 2005, a grafički podatci dobiveni su iz podataka Svjetske banke iz 2003   Arhivirana inačica izvorne stranice od 3. kolovoza 2005. (Wayback Machine). Podatci za Kubu su procjena iz CIA World Factbooka za 2004. godinu. BDP (PPP) per capita izračunat je za Latinsku Ameriku uporabom populacijskih podataka iz Popisa država po stanovništvu.

## Jezik
Dominantni jezik Latinske Amerike je španjolski koji se govori u većini zemalja. Portugalski se prvenstveno govori u Brazilu. Francuski se također govori u manjim zemljama (na Karibima i u Francuskoj Gvajani).
Mnogi narodi, posebice na Karibima, imaju vlastite kreolske jezike, koji su proizašli iz zastupljenih europskih jezika i raznih afričkih govora. Indijanski jezici se govore u mnogim latinskoameričkim državama, uglavnom u Peruu, Ekvadoru, Gvatemali, Boliviji, Paragvaju i Meksiku. Nahuatl je samo jedan od 62 autohtona jezika koje govore starosjedioci u Meksiku, a službeno su, uz španjolski, priznati od vlade kao "nacionalni jezici".
Ostali europski jezici se također govore, poput talijanskog u Brazilu i Argentini, njemačkog u južnom Brazilu i velškog u južnoj Argentini.

## Religija
Primarna religija diljem Latinske Amerike je rimokatolicizam, ali mogu se pronaći i praktičari protestantske, pentekostalne, evangelističke, mormonske, budističke, židovske, islamske, hinduističke, Bahá'í, starosjedilačke i raznih afrolatinskoameričkih tradicija, poput santeríje i macumbe.

## Umjetnost
Poznati umjetnici iz Latinske Amerike su:
- Félix Arauz - ekvadorski slikar
- Fernando Botero - kolumbijski slikar
- Carlos Catasse - čileanski slikar
- Theo Constanté - ekvadorski slikar
- Camilo Egas - ekvadorski slikar
- Joaquin Torres Garcia - urugvajski slikar
- Gunther Gerzso - meksički slikar
- Enrique Grau - kolumbijski slikar
- Oswaldo Guayasamin - ekvadorski slikar
- Judith Gutierrez - ekvadorsko-meksički slikar
- Frida Kahlo - meksička slikarica
- Eduardo Kingman - ekvadorski slikar
- Wifredo Lam - kubanski slikar
- Estuardo Maldonado - ekvadorski kipar/slikar
- Roberto Matta - čileanski slikar
- Carlos Merida - gvatemalski slikar
- Luis Miranda - ekvadorski slikar
- Luis Molinari - ekvadorski slikar
- Humberto Moré - ekvadorski slikar
- Camilo Mori - čileanski slikar
- Alejandro Obregon - kolumbijski slikar
- Gabriel Orozco - meksički slikar/kipar
- Manuel Rendón - ekvadorski slikar
- Diego Rivera - meksički slikar
- David Alfaro Siqueiros - meksički slikar
- Enrique Tábara - ekvadorski slikar
- Rufino Tamayo - meksički slikar
- Francisco Toledo - meksički slikar
- Joaquin Torres Garcia - urugvajski slikar
- Aníbal Villacís - ekvadorski slikar
- Juan Villafuerte - ekvadorski slikar
- Oswaldo Viteri - ekvadorski slikar

## Glazba
Jedna od glavnih karakteristika latinskoameričke glazbe je njena raznolikost. Nasuprot raširenoj krivoj percepciji ne postoji jedan specifičan latinskoamerički glazbeni stil. Takozvana "latinska glazba" pokriva općenito samo hispano-karipsku glazbu (salsa, merengue, bachata, itd.), to jest glazbene stilove koji su pod jakim utjecajem afričkih ritmova i melodija.
U Latinskoj se Americi mogu pronaći potpuno različiti glazbeni žanrovi poput argentinskog tanga, kolumbijske cumbije i vallenata, meksičke ranchere ili raznih glazbenih stilova iz pretkolumbovskih tradicija koji su rasprostranjeni u andskoj regiji. U Brazilu su samba, američki jazz, europska klasična glazba i choro razvili takozvanu bossanova glazbu.
Poznati klasični skladatelj Heitor Villa-Lobos radio je na zapisivanju autohtonih glazbenih tradicija. Te su tradicije jako utjecale na njegova klasična djela.
Danas je u Latinskoj Americi vrlo popularan latin pop, uključujući mnoge oblike rock en español.

## Film
Latinskoamerički film je vrlo bogat i raznolik. Tijekom 1950-ih i 1960-ih pojavio se pokret prema Trećem kinu pod vodstvom filmskih tvoraca Fernanda Solanasa i Octavija Getina. U Brazilu je pokret Cinema Novo stvorio vrlo popularan način stvaranja filmova s kritičkim i intelektualnim prizorima, jasnijom fotografijom povezanom s vanjskim svijetlom u tropskom krajoliku, te političkom porukom.
Moderna brazilska filmska industrija postala je profitabilnija unutar zemlje, a neki su njeni producenti primili nagrade i priznanje u Europi i Sjedinjenim Državama. Filmovi poput Central Station (1999) i Božji grad (2003) imaju poklonike diljem svijeta, a njihovi redatelji su također imali uloge u američkim i europskim filmskim projektima.
Meksički filmovi poput Amores Perros i Y tu mamá tambien pokazali su se uspješnima u stvaranju univerzalnih priča o suvremenim problemima.

## Poveznice
- Amerika (terminologija)
- Južna Amerika
  - Andska zajednica
  - Mercosur
  - Južnoamerička zajednica naroda
- Srednja Amerika
  - Srednjoameričko zajedničko tržište
- Karibi
  - Karipska zajednica
- Latinska Europa
- Latino
- Amerika

## Vanjske poveznice
- Službena web stranica Andske zajednice  Arhivirana inačica izvorne stranice od 9. svibnja 2008. (Wayback Machine)
- BBC - Južna Amerika stvara jedinstveno tržište
- Council on Hemispheric Affairs
- Latinskoamerički studiji  Arhivirana inačica izvorne stranice od 3. veljače 2006. (Wayback Machine)
- [neaktivna poveznica]
- Latin America Working Group
- Washington Office on Latin America
- Latinskoamerički dizajn  Arhivirana inačica izvorne stranice od 15. travnja 2018. (Wayback Machine)
- Latinskoameričke vijesti